# دوائر (أغنية بوست مالون)
«دوائر» (بالإنجليزية: Circles)‏ هي أغنية للرابر الأمريكي بوست مالون، وصُدرت من خلال ريبابليك ريكوردز في 30 أغسطس 2019 كثالث أغنية منفردة من ألبوم مالون الثالث هوليوود تنزف.

## الاستقبال النقدي
وصفت مجلة بيلبورد الأغنية بأنها «مدعومة بالقيثارات الصوتية المشمسة، والإيقاع الدوراني والألحان المعدية»، وأنه في حين أن لديها «شعورا غير تقليدي، فإن المعني أكثر قليلا بعض الشيء، وهو ما يوضح العلاقة التي أصبحت باردة».

## الترويج
قام بوست مالون بعرض الأغنية علي الهواء مباشرة خلال عرض بود لايت دايف بار في مدينة نيويورك في 5 أغسطس، حيث أدعي أنها ستُصدر في الأسبوع التالي. تم نشر مقتطف من المسار علي قناة مالون علي يوتيوب في نفس اليوم. قام بمعاينة الأغنية في أغسطس 2019 علي برنامج برنامج الليلة بطولة جيمي فالون.

## تاريخ الإصدار
| المنطقة          | التاريخ       | الصيغة             | شركة الإنتاج | المرجع |
| ---------------- | ------------- | ------------------ | ------------ | ------ |
| متعددة           | 30 أغسطس 2019 | تحميل رقمي، وبث    | ريبابليك     | [ 2 ]  |
| الولايات المتحدة | 3 سبتمبر 2019 | راديو ريذميك معاصر | ريبابليك     | [ 7 ]  |